# Meiogyne stenopetala
Meiogyne stenopetala är en kirimojaväxtart som först beskrevs av Ferdinand von Mueller, och fick sitt nu gällande namn av E.C.H.van Heusden. Meiogyne stenopetala ingår i släktet Meiogyne och familjen kirimojaväxter.

## Underarter
Arten delas in i följande underarter:
- M. s. insularis
- M. s. stenopetala